# Nicolas Rogès
 (septembre 2023).
Né en 1991 à Grenoble, Nicolas Rogès est auteur de livres, scénariste, conférencier et journaliste culturel.  

## Biographie
Il a écrit des articles et des scripts de documentaires pour divers magazines, sites web et créateurs de contenu, dont Libération, Abcdr du son, Views, Red Bull, Raska, Vinceeh et Soul Bag Magazine. Il intervient régulièrement, à la radio ou en podcast (France Inter, France Culture,...) sur des sujets liés à la musique ou à l'écriture.  
Aux éditions Le Mot et le Reste, il est l'auteur des livres Move on up : La soul en 100 disques (2018) et Kendrick Lamar : De Compton à la Maison-Blanche (2020), première biographie mondiale de Kendrick Lamar, saluée par la critique. Aux éditions JC Lattès, il publie Boulogne : Une école du Rap français (2023), préfacé par Mehdi Maïzi, et L'Echappée d'Adèle (2024), son premier roman, une histoire personnelle centrée autour de sa relation avec sa grand-mère. 
Son travail a été financé par le Centre National du Livre, et il a été nominé en 2021 au festival Reeperbahn dans la catégorie « Meilleur travail de journalisme musical » pour un reportage de terrain à Compton, paru sur le site de l’Abcdr du Son.

## Publications
- Nicolas Rogès, Move on up. La soul en 100 disques, Marseille, Le Mot et le Reste, 2018, 293 p. (ISBN 978-2-36054-517-9)
- Nicolas Rogès, « À Compton, le gangsta mis au pas », Libération,‎ 7 février 2020 (lire en ligne)
- Nicolas Rogès, « Une semaine à Compton », Abcdr du Son,‎ 31 août 2020 (lire en ligne)
- Nicolas Rogès, Kendrick Lamar. De Compton à la Maison-Blanche, Marseille, Le Mot et le Reste, 2020, 441 p. (ISBN 978-2-36139-612-1)
- Nicolas Rogès, Boulogne : Une école du rap français, JC Lattès, 2023, 352 p. (ISBN 9782709670746)
- Nicolas Rogès, L'échappée d'Adèle, JC Lattès, 2024, 216 p. (ISBN 9782709670296)